# بيكنهام (دائرة انتخابية في المملكة المتحدة)
بيكنهام  (بالإنجليزية: Beckenham)‏ هي إحدى الدوائر الانتخابية في المملكة المتحدة الممثلة في مجلس العموم في برلمان المملكة المتحدة.
عضو البرلمان الذي يمثلها حالياً هو :Mrs Jacqui Lait (Con).